# بيتناسكو
بيتناسكو هي كومونا (بلدية) تقع في مقاطعة نوفارا في منطقة بيدمونت الإيطالية، تقع على بعد حوالي 100 كيلومترات (62 ميل) شمال شرق تورينو وحوالي 40 كيلومترات (25ميل) شمال غرب نوفارا ,وتقع في الشاطئ الشرقي لبحيرة أوراتا.
اعتباراً من ٣١ ديسمبر 2004، بلغ عدد سكانها 1,318 نسمة و تبلغ مساحتها 7.1 كيلومترات مربع (2.7ميل مربع )
تحتوي بلدية بيتناسكو على الفرازيوني ( التقسيم الفرعي ، وخاصة القرى والنجوع ) براتولونغو وكرابيا وبوجيو لونيجليو ، وتربط خدمة العبارات اليومية بيتناسكو مع أوميجنا والبلدات والقرى حول البحيرة.

يحد بيتناسكو البلديات التالية: أرمينو ومياسينو وأوميغنا وأورتا سان جوليو.

## روابط خارجية
- - قرية بيتيناسكو
- - متحف Wood Turning Art